# 伊姆沙拉茨湖
伊姆沙拉茨湖（白俄羅斯語：Імшарац）是白俄羅斯的湖泊，屬於斯特拉恰河的流域，由明斯克州負責管轄，長0.2公里，面積0.02平方公里，平均水深2.1米，最大水深4米，該湖以軟水聞名。